# الوقف في المغرب

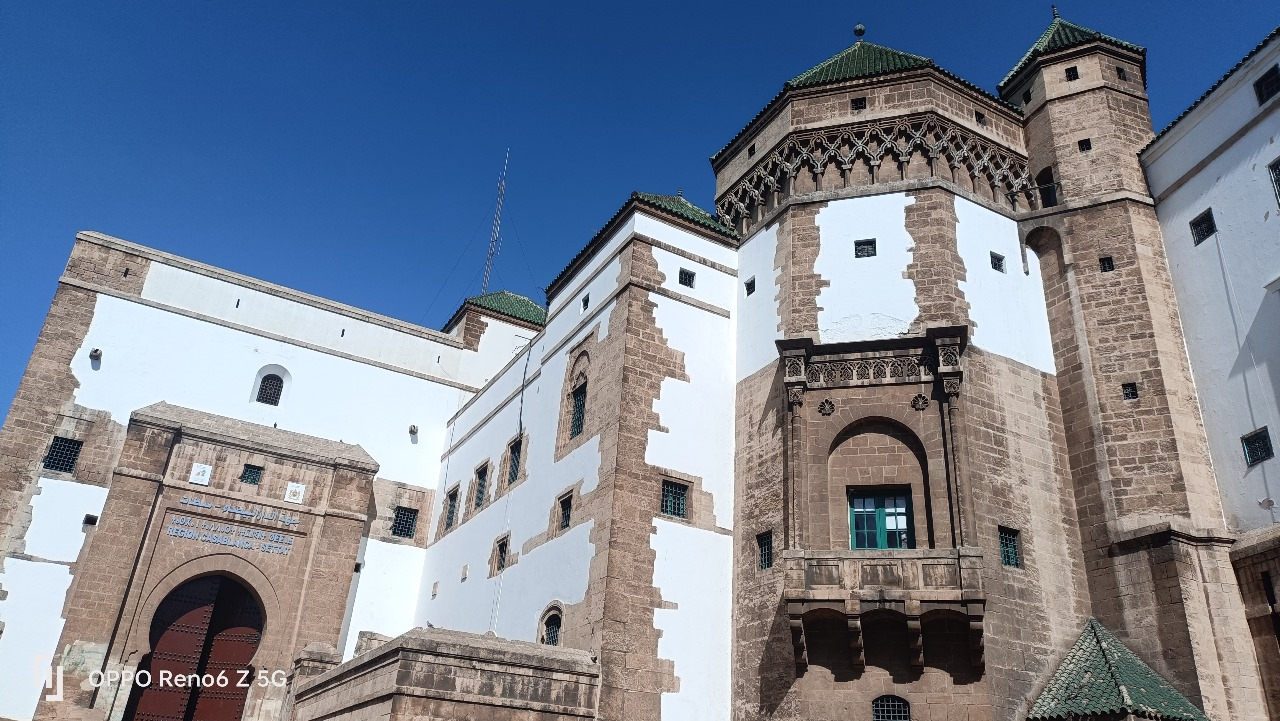
محكمة الباشا.

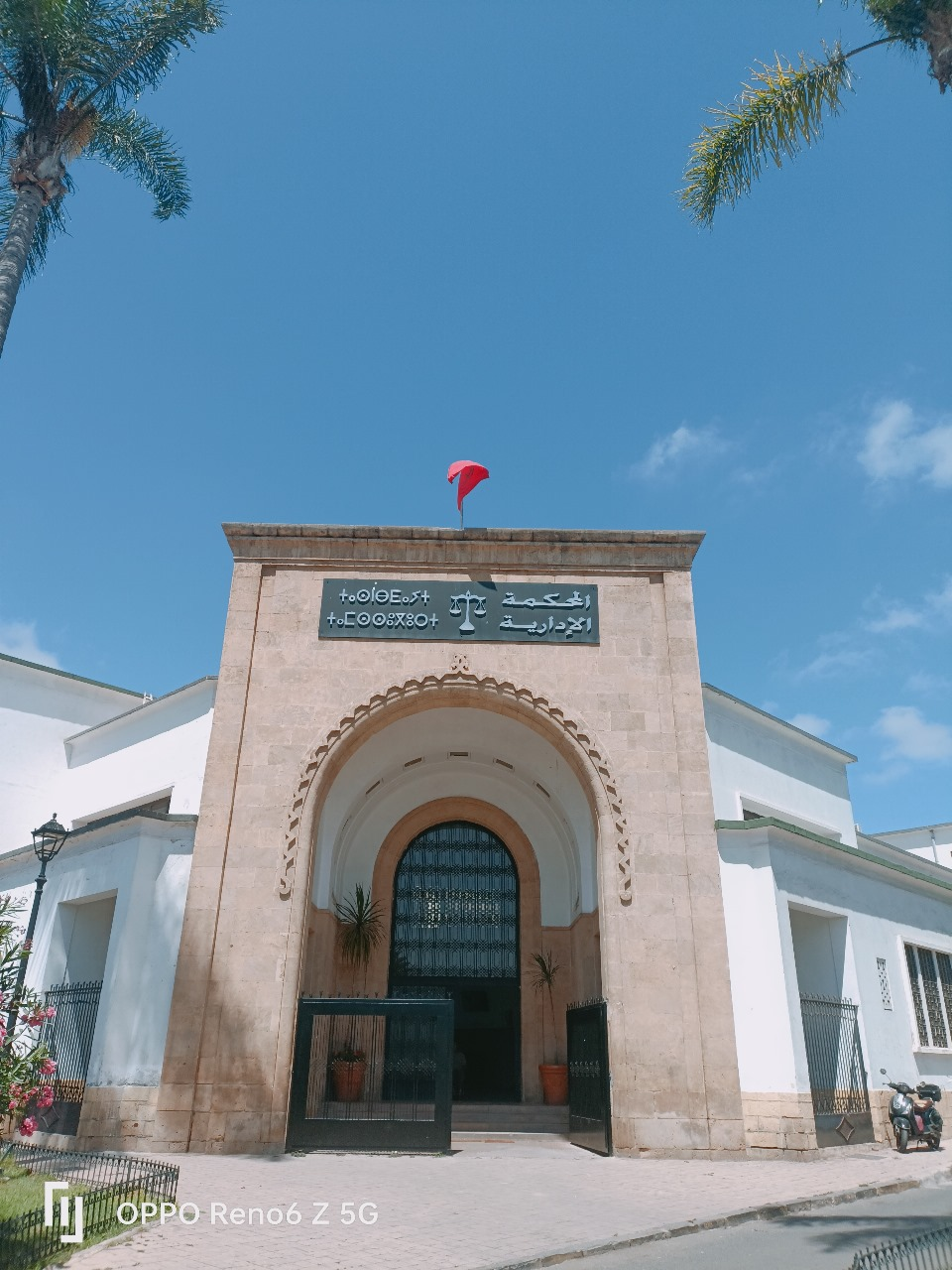
المحكمة الإدارية

الوقف في المغرب أو الحبوس ارتبط ظهور الوقف في المغرب بالفتح الإسلامي، حيث كان الفاتحون يؤسسون المساجد اقتداء بالرسول ﷺ، ويعود أول وقف إلى العهد الأموي، عند وصول الصحابي عقبة بن نافع إلى المغرب فاتحاً، ثم تطور خلال العهد العباسي، وتوالت المنشآت الوقفية الدينية بالمغرب، وتراجع الوقف في المغرب في العهد الفاطمي، ثم عاد إلى التحسن واستعادة مكانته خلال عهد الأيوبيين والعهد الموحدي، وفي عهد دولة المماليك وعهد الدولة المرينية، قطعت أشواطاً بعيدة في الوقف، مقارنة لمن كان قبلها من الدول المتعاقبة على حكم المغرب، ثم ازدهرت في عهد السعديين والعلويين، وخُصِّصَت الأوقاف الكثيرة للعلماء وللكتب العلمية والمكتبات، وغير ذلك، ثم تراجع الوقف في المغرب خلال العهد الحديث بأسباب التأثيرات السلبية التي تركها المستعمر، مما فرض على الحكومات والمنظمات الإسلامية إعادة النظر في البنية القانونية لنظام الأوقاف، لحمايته والحفاظ عليه، والغاية المتوخاة منه.

## الوقف في المغرب خلال العهد الأموي
نشأ الوقف في المغرب مع وصول الفاتحين المسلمين لها؛ إذ كان المسلمون كلما فتحوا مصراً؛ أنشأوا به من المساجد ما تدعوا الحاجة إليه، وكلما أسَّسُوا مدينة جديدة، اهتموا بإنشاء المساجد فيها، لتؤدي دورها في تعليم أحكام الدين، وتستقطب المتعبدين.
ويعود أول وقف في المغرب للصحابي عقبة بن نافع، لما وصل إلى المغرب، وأسس مسجداً بدرعة، وآخر بسوس الأقصى، واجتهد من وصل المغرب بعد عقبة بن نافع، في بناء المساجد، فقد بنى موسى بن نصير مسجداً بقبيلة بني حسان، ما زال قائماً، ويعرف بمسجد الملائكة، كما بنى طارق بن زياد مسجد الشرفاء الذي يحمل اسمه، وفي القيروان بعد أن اختطها الفاتح العربي (عقبة بن نافع الفهري)، حوالي سنة (50هـ)، بنى بها الجامع الأعظم، الذي أمر حسان بن النعمان الغساني بتجديده وبنائه بناء حسناً سنة (84هـ)، ثم تواصلت العناية بالوقف عهد من جاء من بعدهم، وتمدنا وثيقة هامة بإرشادات إلى بعض أوقاف على هذا الجامع، وهي فهرسة للكتب التي كان يحتفظ الجامع بها، وقد تضمنت الفهرسة خلاصات لعقود أوقاف ومحاسبة نظار أوقاف، ولوائح كتب موقوفة على هذا الجامع العتيق، فالمغرب كغيره من البلدان الإسلامية، عرف الوقف منذ وصول الفاتحين المسلمين.

## الوقف في المغرب خلال العهد العباسي
وفي عهد الدولة العباسية، توالت المنشآت الوقفية بالمغرب، فتم إنشاء مسجد القرويين الشهير في مدينة فاس، ومسجد الأندلسيين، كما بنى الزناتيون المساجد والفنادق والحمامات والرحبة، وأغلبها وقف على المساجد، خاصة جامع القرويين.
ومن أبرز النماذج الوقفية في المغرب خلال العهد العباسي، ما يلي:

### أوقاف البيت الرستمي
ذُكِر أن البيت الرستمي كان بيت العلوم وجامعاً لفنونها، ويبحثون عن الكتب، ويسعون للحصول عليها، فقد بعث الإمام عبد الوهاب بن عبد الرحمن بن رستم (160- 171هـ)، بألف دينار إلى البصرة، ليشتروا بها كتباً، وكان لأئمة الدولة الرستمية في المغرب خلال العهد العباسي اهتماماً بالغاً في إنشاء المكتبات العلمية، التي كانت زاخرة بمختلف أنواع العلوم في العاصمة (تيهرت)، ومن أشهرها مكتبة المعصومة، التي تحوي ثلاثمائة ألف مجلد في مختلف أنواع الفنون، والآداب والعلوم.

### وقف إدريس الثاني
فقد بناء جامع الأشياخ بعدوة الأندلس، وذلك في غمرة ربيع الأول، عام 192هـ، وإقامة الخطبة فيه، وقد كان هذا الجامع مكوناً من ستة بلاطات، وأيضاً جامع الشرفاء بعدوة القرويين، فقد بناه إدريس الثاني، عام 193هـ، بعد بناءه لجامع الأشياخ بعام واحد، وكان هذا الجامع مكوناً من ثلاثة بلاطات، وقد بناء (إدريس الثاني) هاذين المسجدين بعد أن ضاقت به وبرعيته مدينة (وليلي) عاصمة المغرب منذ عهد أبيه إدريس الأول.

### جامع القرويين
وهو من أشهر المؤسسات الوقفية التي أُنشأت خلال العهد العباسي، ويعتبر هذا الجامع المؤسسة الأم التي يرجع إليها معظم أوقاف منطقة (فاس)، حيث قام بدوره في الثقافة عموماً، وفي الدينية خصوصاً، وقد تحدثت المصادر التاريخية المغربية أن جامع القرويين، أُنشئ من طرف فتاة مسلمة، تُدعى (فاطمة الفهرية)، وتُكنى (أم البنبن)، وهي من جملة من هاجر من القيروان إلى المغرب، وكان ابتداء بناء الجامع يوم السبت فاتح رمضان، عام (245هـ)، وذلك في عهد الملك الخامس من ملوك الأدراسة، وهو يحيى بن محمد بن إدريس بن إدريس.
وذكرت المصادر أن الواقفة منذ شرعت في بنائه وهي صائمة تقرباً إلى الله، إلى أن انتهت من بنائه، وسرعان ما أصبح هذا الصرح الديني (جامع القرويين) إلى صرح يجمع بين العبادة، الذي أُسس من أجلها، وبين التعليم والتكوين العلمي، ليصبح جامعة، تُسمى (جامعة القرويين)، فكانت أول جامعة في العالم، وقامت بدورها في نشر الثقافة الإسلامية، وقد تحرت (الواقفة) كل التحري عندما اشترت أرضه، حتى لا يشوب شراءها حرام، وأما العقارات الموقوفة على هذه المؤسسة، فكانت تُنفق على الأساتذة والطلبة والقائمين على صيانة الجامعة، وتجهيزها وإنارتها، والمحافظة على ممتلكاتها، والعقارات كانت متنوعة من أراض، ومنازل للسكن، وفنادق وحوانيت وأفران.

### أوقاف الأمير الزناتي أحمد بن أبي بكر
فقد جلب الماء إلى جامع القرويين، سنة 388هـ، وذلك في عهد أبي مروان عبد الملك المظفر، وقد جعل بيلة (خصة) مغشاة بالرصاص في طولها، ورتب في قسمها الأول مقاعد ثابتة يجلس عليها المتوضئون، وفي القسم الثاني منها، جعل الماء ينساب فيه إلى ساقية افترشت برخام مشكل الألوان، يغسل فيه الحفاة أرجلهم، عندما يبتغون دخول المسجد، وقم بإعداد ميزاب، تقصده السابلة للشرب والسقي.

### أوقاف مؤنس المرضى
وكان هذا الوقف بمدينة (فاس)، وهو عبارة عن أوقاف قبل القرن السادس الهجري، خُصِّصَت لعشرة مؤذنين بجامع القرويين، يقتسمون الليل بينهم، فيحيونه بالمناوبة، فيرددون أذكاراً وأدعية بصوت جميل إلى طلوع الفجر، من أجل إيناس المرضى والغرباء، ممن تسرق الأسقام والهموم منهم النوم ليلاً، فيكون ذلك تخفيفاً لهم من آلامهم.

### أوقاف الكتب على جامع عقبة
وهذه الأوقاف من أهل مدينة القيروان، وغيرهم، مثل وقف الإمام أبي القاسم عبد الخالق بن عبد الوارث السيوري، المتوفى سنة (462هـ)، وسنة وفاته، هي سنة الوقف التي أوقف فيها كتبه على الجامع.

### مدرسة الصابرين
أسَّسها يوسف بن تاشفين بعد دخوله مدينة (فاس) حوالي منتصف القرن الخامس الهجري، وقد ظلت هذه المدرسة تقوم بمهمتها في إيواء طلبة العلم، وتثقيفهم.

## الوقف في المغرب خلال العهدين (الأيوبي والمملوكي)
ساهمت الأوقاف بالمغرب خلال العهدين (الأيوبي والمملوكي) في تنشيط الحياة الاجتماعية والثقافية والدينية، وحتى الاقتصادية، مما انعكس على تحسن المستوى المعيشي والثقافي للطلبة، وزيادة عدد المدارس والتكفل بالأيتام والمعاقين والأرامل.
ومن أبرز النماذج الوقفية في العهدين (الأيوبي، والمملوكي)، ما يلي:

### مدرسة الصفارين
بناها يعقوب بن عبد الحق المريني، سنة 670هـ، وعين لها المدرسين، وأجرى على طلبتها النفقات اللازمة، وزودها بخزانة للكتب.

### أوقاف السلطان أبي إسحاق إبراهيم الأول الحفصي
فقد عُرِف عنه إنشاء المدارس وتشجيع حاشيته على إنشائها.

### أوقاف أبو الحسن المريني
فقد أنشأ مدرسة الصهريج، سنة 721هـ، والمدرسة المصباحية، سنة 745هـ، ومدرسة الرخام التي أمر ببنائها جوف جامع القرويين، المعروفة اليوم بمدرسة مصباح، ومدرسة بناها غربي جامع الأندلس أيام أبيه وأنفق عليها أكثر من مائة ألف دينار.

### خزانة القرويين
وتُعد هذه الخزانة من اهم الخزانات في المغرب لما كانت تحتوي من مخطوطات نادرة، حبسها الملوك والأمراء والعلماء عليها، لتوفر المادة العلمية للأساتذة والطلبة الباحثين، عامة المسلمين، والذي أسسها هو السلطان أبو عنان المرين، سنة 750هـ، وفي نص وثيقة تأسيسها، وقع التنصيص على وجوب وقف كتبها على علماء المسلمين، حتى يرث الله الأرض ومن عليها.

### وقف الأموال من أجل قضاء الديون وتقديم السلف
وهي أوقاف لمعت أيام أبي عنان، فكان له اهتمام بقضاء ديون الطبقات العاجزة، واتخذ قراراً بالتزامه بوقف جزء من ماله الخاص، لتسديده ديون المعسرين بسائر الجهات المغربية، وكتب مع هذا لجميع الأقاليم المغربية بأن جميع من توفي، وعليه دين من الديون، أو حق من الحقوق، ولو بالظنون، فيؤدى عنه ذلك من بيت المال، وأمر أن تستمر هذه المبادرة على الدوام.

### مكتبة اجامع الكبير بتلمسان
وهي من إنشاء السلطان أبي حمو موسى الثاني، والتي كانت توجد على يمين المحراب.

### بيمارستان سيدي فرج
وهو بمدينة (فاس)، وبناؤه قديم، يرجع تأسيسه إلى عهد سلاطين بني مرين وهم في أوج عزهم وعظمتهم، يعاونون على نشر العلوم وتجميل المدن، بناه العاهل المريني (أبو يعقوب يوسف بن يعقوب بن عبد الحق) في سنة (685هـ)، وعهد بإدارته إلى أشهر الأطباء، ووقف عليه عقارات كثيرة، برسم النفقة عليه وحفظه، ولما عظم شأن البيمارستان، واتسعت أعماله، أدخل عليه السلطان أبو عنان زيادات.

### ظهور الدفاتر الوقفية
ظهرت الدفاتر الوقفية التي بها تسجيل أملاك الأوقاف ومستفادها ونفقاتها، في عهد المماليك، وأظهرت معلومات لأوقاف مغربية، ومنها:
- أوقاف خُصِّص خراجها لمكة المكرمة.
- عقد يرجع إلى السلطان محمد البرتغالي، يتضمن ما أوصى به العاهل المريني (أبو فارس عبد العزيز)، وكذلك (عبد الحق) على الأسرى، سنة (921هـ).
- دفتر يحتفظ بوصية الشيخ عبد المالك بن حيون الأندلسي حول الفقراء والمساكين والأسرى، مؤرخة سنة (922هـ).
- دفتر خاص ببعض المدارس والمؤذنين، وإجراء عمليات المعاوضات، بالإضافة إلى تفصيلات حول أوقاف بعض المساجد القديمة.[2]

## الوقف في المغرب خلال العهد العلوي
بدأ الاهتمام بالأوقاف في المغرب خلال العهد العلوي منذ عهد الرشيد العلوي، ثم توسع في عهد إسماعيل الذي حفظ الكثير من أوقاف المسلمين من الضياع والغصب، وذلك بالعناية بها والمساهمة في تكثيرها، وفي عهد عبد الله بن إسماعيل، تأسست النظارة العامة للأوقاف، وسميت نظارة النظار بنفس اشتقاق أمانة الأمناء (وزارة المالية)، وقاضي القضاة (وزارة العدل)، وأصبح لها من الاختصاص والنفوذ العام، كل ما يلزم أن يكون لوزارة أوقاف، ومن هذا نستنتج أن وزارة الأوقاف كانت موجودة منذ العهود الأولى للعائلة العلوية، مع بداية القرن السابع عشر الميلادي، وقد اعتبر العلويون الأوقاف تراثا خاصا لجماعة المسلمين، ورصدوا مداخيلها للقيام بشعائر الإسلام وتعليم الدين، وبناء المساجد والمدارس والملاجئ والمستشفيات، واستمروا على هذا النهج حتى في عهد الحماية وافشلوا المحاولات الاستعمارية للنيل من الأوقاف وتعطيل وظائفها، وبفضل الأوقاف على مدى العصور انتعشت العديد من المجالات في المغرب، ففي المجال الديني تزايد عدد المساجد وتحسنت أوضاعها وظروف المقيمين عليها.
ومن النماذج الوقفية في المغرب خلال العهد العلوي:

### أوقاف أبي عبد الله الطريمي
فقد أوقف على الجامع الأعظم بفاس جميع الفرن الجديد التي تحت أبي طويل، وجميع الدار عن يسار هذا المسجد، من الباب البالي، والمصرية التي بها دار الوضوء، والدار الملاصقة لها، والدور التي تحتها، متصلين بجامع الصفصاف.

### كرسي التفسير المُعد للتوريق
وكان هذا الكرسي موقوفاً على قراءة تفسير القرآن بالجامع الأعظم، وله أوقاف خاصة به داخل المدينة، وخارجها، أما أوقافه داخل المدينة، فمن بينها: نصف خمس حوانيت بباب الجديد، التي عوضت ببلاد المغطس الكائنة بسيدي علي بن منصور، وخمسة أثمان حانوت بالخبازين، وجلسة حانوت بتربيعة الخرازين، وكانت توجد وسط العطارين تحت درب الشرفاء في مواجهة الداخل للتربيعة، ونصيب من فندق (بابلخير)، ويضاف إلى ذلك ثلث بقعة فندق بالسفاجين، كانت تجاور حوانيت الحجامين، ودار بادو، ودار الصابون للكركوش، وموضع زيتون بالرميلة، قرب فرن الفرس، كان يجاور سوسان، موضع آحر معروف بالفكارين بحديدة.

### أوقاف إدريس العراقي
الذي من مآثره الوقفية، بناء مسجد بإزاء داره بفرن الشطة، وأوقف عليه أوقافاً إعانة للمؤذن والإمام وقُرّاء حزب القرآن، وكهذا الوقف الذي يعود لعام 1115هـ، والذي جاء فيه: "... يصرف في مصالح المسجد المنسوب للولي الصال ...، سيدي علي بن مسعود الجعيدي، من زيت وحصور وإصلاح، وغير ذلك مما لا غنى عنه.

## الوقف في المغرب خلال العهد الحديث
منذ بداية الاستعمار الفرنسي على المغرب في سنة (1912م)، حدث للوقف انتكاسة، بسبب استيلاء الاستعمار على الأوقاف، وتراجع الوقف بأسباب التأثيرات السلبية التي تركها المستعمر، مما فرض على الحكومات والمنظمات الإسلامية إعادة النظر في البنية القانونية لنظام الأوقاف، لحمايته والحفاظ عليه، وعلى الغاية المتوخاة منه، وفي هذا الإطار جاءت مدونة الأوقاف المغربية، كوسيلة شاملة لرد اعتبار المؤسسة الوقفية وأهميتها.
وقد سعت هذه المدونة إلى تجاوز المشاكل التي عانى منها الوقف في ظل الضوابط الوقفية السابقة، من خلال تحديد الوقف وأسبابه وإنشائه، والحسم في الوقف المعقب، بالإضافة إلى بعض الإجراءات الضامنة لحماية الأموال الوقفية من الاعتداء والتطاول والتعطيل.
ووضعت هذه المدونة الأسس القانونية، والنظم التدبيرية، والطرق الاستثمارية أمام القائمين عليه، من أجل تحبيس سبل تدبيره، وتنميته واستثماره والمحافظة عليه، وتم تأسيس نظرية متكاملة لمالية الأوقاف العامة عن طريق وضع نظام مالي ومحاسبي خاص بالميزانية السنوية الخاصة بالأوقاف العامة، حيث تمت الإحاطة بجميع الشروط الإجرائية التي يجب احترامها لوضع هذه الميزانية، وإقرارها وتنفيذها، وكذا شروط تعديلها، وتم اعتماد مقاربات حديثة لتدبير أموال الوقف، استناداً على التدبير متعدد السنوات، بغية الوصول إلى تحقيق النتائج المرجوة، وتم وضع استراتيجية جديدة لاستثمار أموال الوقف عن طريق اعتماد الاتجاهات المعاصرة للتدبير المالي على الاستثمار الوقفي، من اجل إثمار الممتلكات الوقفية، والزيادة في أصولها.
وبعد هذه الإصلاحات الجديدة على نظام الوقف في المغرب بعد الاستقلال وخروج المستعمر، فقد أخذ الوقف يساعد في الإنفاق على الكثير من مرافق الحياة بالمغرب، بل أصبح الممول الأساسي لبعضها، وأسهم بعطاءته في المجالات الدينية والثقافية والاجتماعية والاقتصادية والصحية.

## دور الوقف في المغرب

### في المجال التعليمي
ساهم الوقف في مساعدة الطلبة على تحصيل العلم وتزايد عدد المدارس والمعاهد والمدارس العتيقة والخزانات العلمية والمكتبات والإيقاف عليها حتى يستدام الانتفاع بها.

### في المجال الاجتماعي
ساعد الوقف المحتاجين واليتامى والأرامل والمقعدين والمعوقين، كما ساهم في بناء الحمامات والسقايات وإعداد دور خاصة للاحتفال بالمناسبات والأعراس خاصة بالنسبة للفقراء والمحتاجين.

### في المجال الاقتصادي
ساعد الوقف على البناء والتعمير واستصلاح الأراضي الفلاحية واستثمارها وتجهيزها، كما تم إنشاء مؤسسات تهتم بتسليف المحتاجين بدون فائدة، وإنشاء العديد من الوحدات السكنية والمحلات التجارية والإدارية قصد إكرائها لفئة عريضة ليس لديها الإمكانيات لاقتناء السكن، وتساهم أوراش الإصلاح في خلق العديد من فرص الشغل.

## أنواع الأحباس في المغرب

### الأحباس العامة
هي التي توقف على جهة من جهات البر والخير، ولا يكون المحبس عليه شخصا معينا مثل العقارات المحبسة على خدمة المساجد والمستشفيات والمدارس والملاجئ ودور الأيتام.

### الأحباس الخاصة
وتسمى أيضا بالمعقبة، فهي العقارات التي حبسها أصحابها على أشخاص معينين، كأن يحبس شخص دارا على أولاده الذكور ما تعاقبوا ليستمر انتفاعهم.
وتتولى وزارة الأوقاف والشؤون الإسلامية الدعوة للوقف والمحافظة على أمواله وإدارته واستثماره وصرف ريعه على وجوه البر التي أوقفت من أجلها، وجعله يقوم بالدور الأساسي الذي ابتغاه له المحبسون سواء في الجانب الديني أو الثقافي أو في الحياة الاجتماعية والاقتصادية.

## وصلات خارجية
- الوقف في المغرب
- المجلس الأعلى لمراقبة مالية الأوقاف العامة
- الوقف على المسجد في المغرب و الأندلس و أثره في التنمية و التوزيع

- منظومة الأوقاف العامة بالمغرب بين التأطير القانوني والفقهي والحماية القضائية